# Chin gei bin
Chin gei bin – hongkoński horror z 2003 roku wyreżyserowany przez Dante Lam. Scenariusz napisał Jack Ng. Główną rolę aktorską oraz muzykę wykonał Jackie Chan.
Film opowiada o parze nastolatek walczących z wieloma wampirami. W epizodycznej roli wystąpił Jackie Chan. Choreografię walk wykonał Donnie Yen.
Film otrzymał pięć nagród podczas 23. edycji Hong Kong Film Awards.

## Obsada
Źródło: Filmweb

- Jackie Chan – Jackie
- Karen Mok – Ivy
- Ekin Cheng – Reeve
- Anthony Wong – Prada
- Josie Ho – Lila
- Mickey Hardt – Książę Dekotes
- Ricardo Mamood-Vega – Ethan
- Charlene Choi – Helen
- Gillian Chung – Cyganka
- Edison Chen – Kazaf
- Maggie Lau – Siostra Maggie
- Mandy Chiang – Momoko
- Winnie Leung – Deborah
- Digger Mesch – Wampir Thomas
- Philip Ng – Wampir z karetki
- Philip Chen – Wampir Lebrow
- Daniel Whyte – Wampir Ice
- Simon Robida – Wampir Zoolander
- Daniel O'Neill – Wampir Dan